# تيري كيني (ممثل)
تيري كيني ممثل ومخرج مسرحي أمريكي ولد 29 يناير 1954 في مدينة لينكولن إلينوي ، و عضو مؤسس لشركة مسرح ستيبنوولف مع جون مالكوفيتش، لوري ميتكاف، غاري سينيز، جيف بيري، أشتهر بدور تيم ماكمانوس منشئ مدينة الزمرد في مسلسل أو زد (OZ) التابع لشبكة إتش بي أو.

## روابط خارجية
- تيري كيني على موقع IMDb (الإنجليزية)
- تيري كيني على موقع قاعدة بيانات برودواي على الإنترنت (الإنجليزية)
- تيري كيني على موقع إن إن دي بي (الإنجليزية)
- تيري كيني على موقع قاعدة بيانات الفيلم (الإنجليزية)
- BOMB Magazine interview with Terry Kinney by Craig Gholson (Spring, 1989) نسخة محفوظة 14 مايو 2013 على موقع واي باك مشين.